# Iwan Bułat
Iwan Łazariewicz Bułat (ros. Ива́н Ла́заревич Була́т, ur. 1896 w Żdanach w guberni połtawskiej, zm. 20 czerwca 1938) – radziecki działacz państwowy i partyjny narodowości ukraińskiej.

## Życiorys
Skończył 2 klasy szkoły średniej i kursy kolejowe, pracował jako ślusarz, 1912 wstąpił do SDPRR(b), 1917 był członkiem Jekaterynosławskiego Komitetu SDPRR(b) i dowódcą oddziału Gwardii Czerwonej w Jekaterynosławiu. W 1918 prowadził podziemną działalność komunistyczną w Jekaterynosławiu, 1918-1921 był żołnierzem Armii Czerwonej, brał udział w wojnie domowej w Rosji. W 1921 instruktor KC KP(b)U, 1921-1922 sekretarz Południowego Biura Wszechzwiązkowej Centralnej Rady Związków Zawodowych, 1922 sekretarz odpowiedzialny gubernialnego komitetu KP(b)U w Krzemieńczuku, 1922-1923 przewodniczący charkowskiej gubernialnej rady związków zawodowych, 1923-1924 kierownik Wydziału Organizacyjno-Instruktorskiego KC KP(b)U. Od 10 kwietnia 1923 do 6 grudnia 1925 członek KC KP(b)U i Biura Organizacyjnego KC KP(b)U, 1924-1925 sekretarz Wszechukraińskiej Rady Związków Zawodowych, od 17 maja 1924 do 6 grudnia 1925 zastępca członka Biura Politycznego KC KP(b)U, 1925-1926 zastępca przewodniczącego Rady Komisarzy Ludowych Ukraińskiej SRR i Rady Ekonomicznej Ukraińskiej SRR. Od 1926 do kwietnia 1927 zastępca przewodniczącego Komitetu Wykonawczego Tambowskiej Rady Gubernialnej, od kwietnia 1927 do kwietnia 1928 zastępca kierownika Wydziału Organizacyjno-Dystrybucyjnego KC WKP(b), od kwietnia 1928 do kwietnia 1929 sekretarz odpowiedzialny Tulskiego Gubernialnego Komitetu WKP(b), 1929-1930 kierownik Wydziału Organizacyjnego Moskiewskiego Komitetu Miejskiego WKP(b), 1929-1931 sekretarz Moskiewskiego Komitetu Miejskiego WKP(b). Od 13 lipca 1930 do 26 stycznia 1934 zastępca członka KC WKP(b), 1931 przewodniczący KC Związku Metalowców, 1931-1932 zastępca ludowego komisarza komunikacji drogowej ZSRR, od 1932 do grudnia 1937 przewodniczący Sądu Najwyższego RFSRR i jednocześnie od 1932 zastępca ludowego komisarza sprawiedliwości RFSRR.
15 września 1937 wykluczony z partii, 28 grudnia 1937 aresztowany, a 20 czerwca 1938 skazany na śmierć przez Kolegium Wojskowe Sądu Najwyższego ZSRR pod zarzutem udziału w kontrrewolucyjnej organizacji dywersyjno-terrorystycznej i rozstrzelany. 12 listopada 1955 pośmiertnie zrehabilitowany.